# Апокалипсис Сен-Севера
Апокалипсис Сен-Севера — одна из рукописей Комментария на Апокалипсис Беата Льебанского, написанного около 786 г. Рукопись была создана в 1047 году в скриптории аббатства в Сен-Севере (ныне юго-запад Франции, территория департамента Ланды), отсюда название. Ныне хранится в Национальной библиотеке Франции в Париже (Paris, Bibliothèque Nationale, MS lat. 8878). Сен-Северская рукопись Комментария Беата — яркий образец книжной миниатюры в искусстве средневековой Западной Европы.